# Cyclosorus medogensis
Cyclosorus medogensis là một loài thực vật có mạch trong họ Thelypteridaceae. Loài này được Ching & S.K. Wu mô tả khoa học đầu tiên năm 1983.